# Pseudignambia squamata
Pseudignambia squamata är en skalbaggsart som beskrevs av Matthews 1974. Pseudignambia squamata ingår i släktet Pseudignambia och familjen bladhorningar. Inga underarter finns listade i Catalogue of Life.